# Larsnes
Larsnes is een plaats in de Noorse gemeente Sande, provincie Møre og Romsdal. Larsnes telt 490 inwoners (2007) en heeft een oppervlakte van 0,65 km².